# جوامه رویرا (دوچرخه‌سواری)
جوامه رویرا (اسپانیایی: Jaume Rovira‎؛ زادهٔ ۳ نوامبر ۱۹۷۹) دوچرخه‌سوار اهل اسپانیا است. وی عضو تیم‌هایی همچون تیم دوچرخه‌سواری اندلسیا بوده است.